# Amalie-Schmieder-Haus

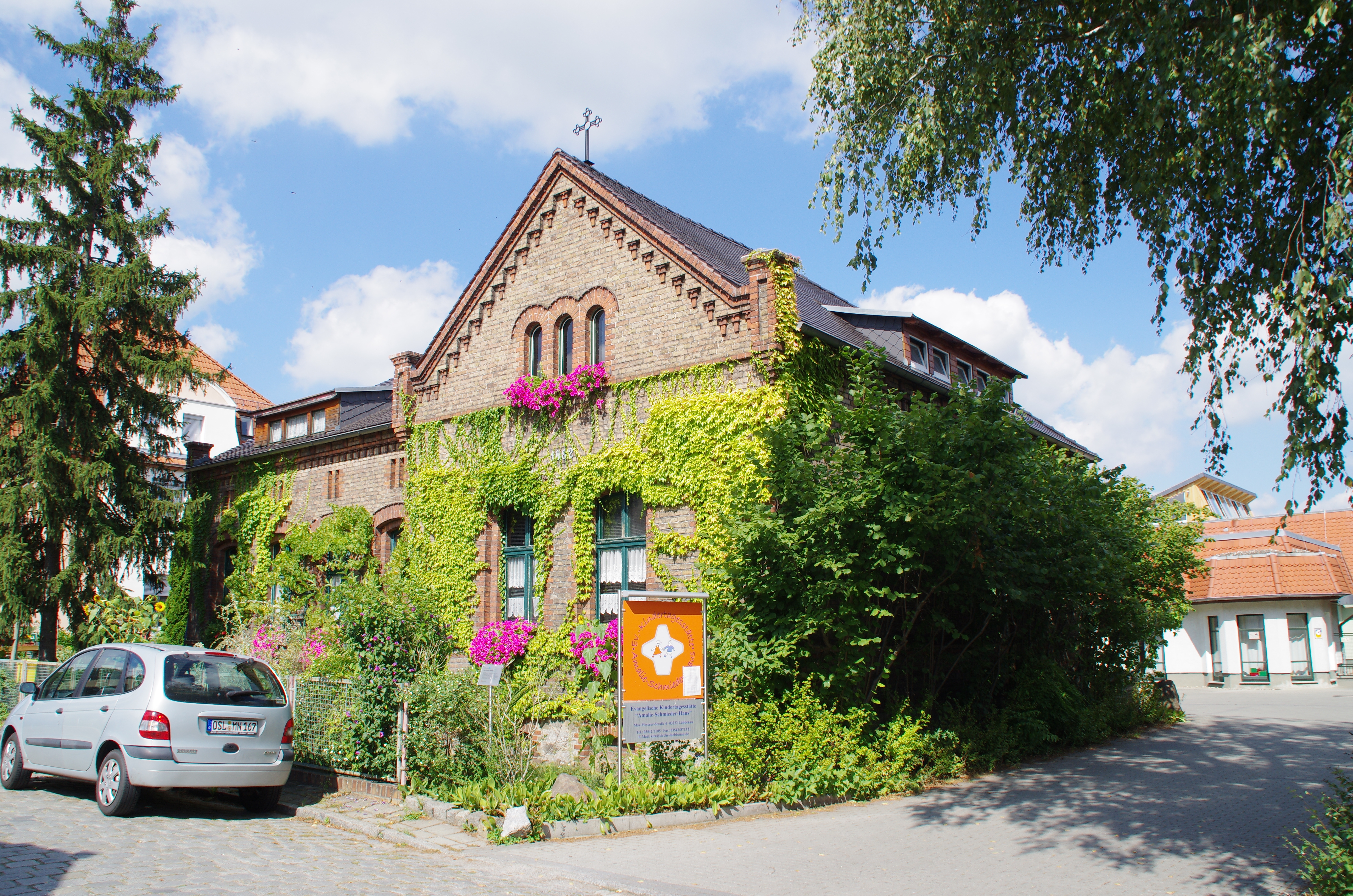
Amalie-Schmieder-Haus (2013)

Das Amalie-Schmieder-Haus (auch Amalien-Stift bzw. Max-Plessner-Straße 4) ist ein unter Denkmalschutz stehendes Haus in der Stadt Lübbenau/Spreewald im Landkreis Oberspreewald-Lausitz in Brandenburg. Es ist heute eine evangelische Kindertagesstätte.

## Geschichte
Im Jahr 1843 richtete Amalie Schmieder, die Tochter des gräflichen Amtsinspektors, in der Nähe der Lübbenauer Kirche St. Nikolai in Recklin ein Rettungshaus für verwahrloste Mädchen sowie eine Bewahrstation für Kleinkinder ein. Der heute eingeschossige Ziegelbau entstand im Jahr 1882 an dem heutigen Standort in der Max-Plessner-Straße. Finanziert wurde der Bau aus den Ersparnissen einer Stiftung von Amalie Schmieder sowie mit Unterstützung des Maximilian Graf zu Lynar.
Das Haus wurde bereits seit dem Bau als Kinderheim und Kindertagesstätte genutzt. 1982 erhielt das Gebäude den Namen „Amalie-Schmieder-Haus“. 1995 wurde das Amalie-Schmieder-Haus saniert und der Kindergarten zog in einen Neubau im Hinterhof des Gebäudes um.